# Emsdettener Venn
Das Naturschutzgebiet Emsdettener Venn liegt auf dem Gebiet der Stadt Emsdetten im Kreis Steinfurt in Nordrhein-Westfalen.
Das etwa 341,7 ha große Gebiet, das im Jahr 1941 unter Naturschutz gestellt wurde, erstreckt sich westlich der Kernstadt Emsdetten. Am südlichen Rand des Gebietes verläuft die Landesstraße L 583 und nordwestlich die L 578.
Im Norden entwässert der Lütkebach das Gebiet in Richtung Frischhofsbach. Das Naturschutzgebiet ist Teil des Europäischen Vogelschutzgebiets „Feuchtwiesen im nördlichen Münsterland“.